# Viola sororia
Espèce
Classification APG III (2009)
Viola sororia, la Violette de la Pentecôte, encore appelée Violette parente, Violette septentrionale ou Violette papilionacée, est une espèce de plantes à fleurs du genre Viola (les violettes) et de la famille des Violaceae.
Ces synonymes sont Viola papilionacea Pursh et Viola septentrionalis Greene.

## Appellations
On appelle aussi Viola sororia « Violette de la Pentecôte » ou « Violette parente ». Dans l'opinion de Carl Ludwig Willdenow, l'épithète sororia signifiait que la plante était voisine de Viola cucullata.

## Répartition et habitat

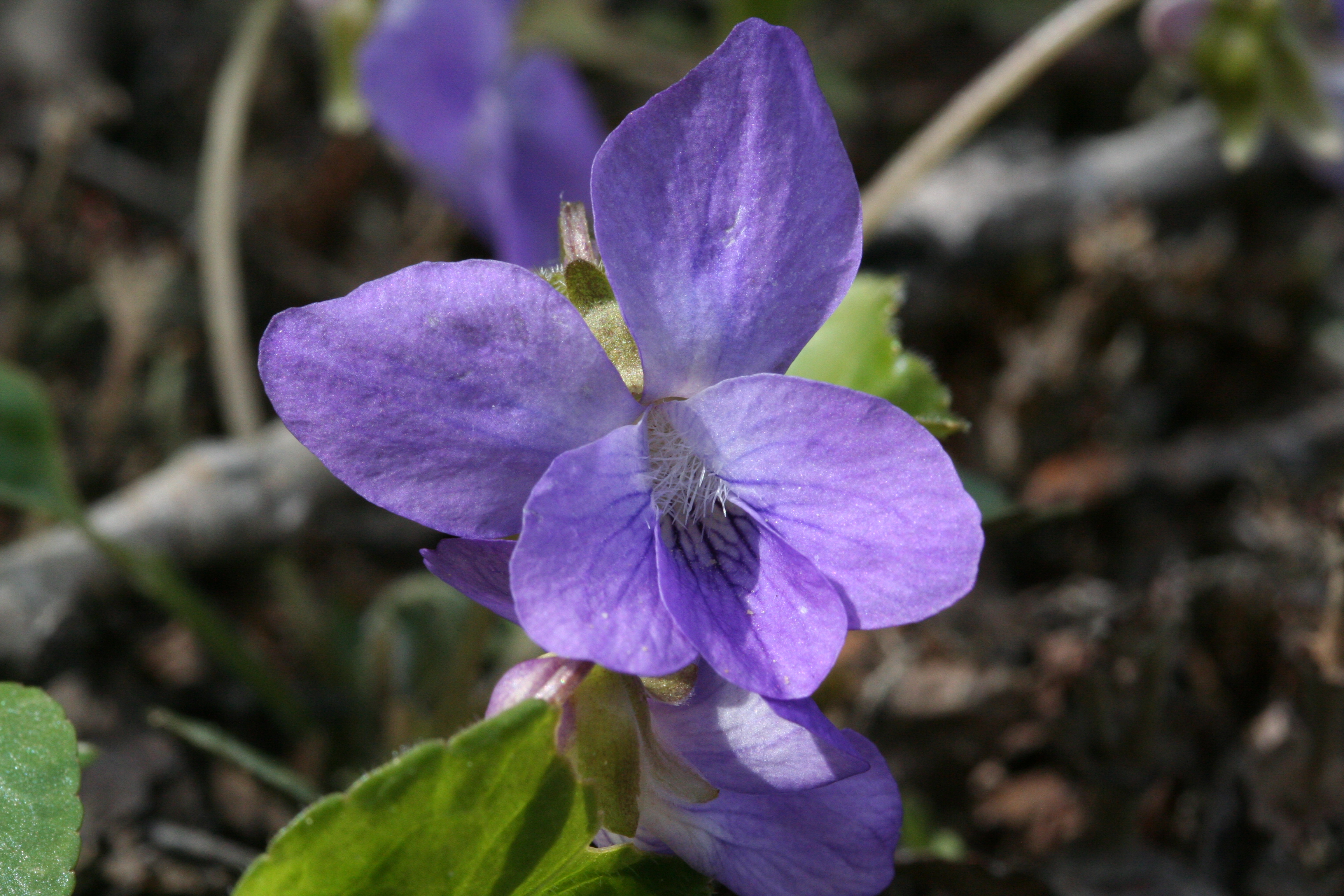
Viola septentrionalis Greene, à Sainte-Geneviève-de-Batiscan, au Québec, au Canada.

Viola sororia est une espèce que l'on retrouve dans le sud et dans l'ouest du Québec, au Nouveau-Brunswick et au Manitoba, ainsi que dans d'autres provinces du Canada.
Viola sororia préfère les lieux ombragés.

## Description
Viola sororia a un rhizome charnu, sans stolons.  Ses feuilles sont dentelées, en forme de cœur, et sont vert foncé ; elles sont ciliées marginalement, à pointe aiguë ou subacuminée, à dents plus saillantes que celles de Viola septentrionalis. Le pétiole et face inférieure des jeunes feuilles sont velus ; le pétiole et le pédoncule floral sont plus gros que ceux de Viola septentrionalis.
Ses sépales sont ciliés au milieu ou dans la partie inférieure. Ils sont bleu foncé ou lilas, sont plus pâles vers le centre et poussent sur des tiges séparées. Il s'agit d'un pétale éperonné glabre ou presque. Ses fleurs cléistogames sont ovoïdes, acuminées, sur des pédoncules courts, horizontaux généralement. Les auricules des sépales sont très courts.

## Utilisations
Après la floraison, on cueille les feuilles et les fleurs qu'on consomme en salade. C'est une plante riche en vitamine A et C. On peut aussi faire cuire les feuilles coupées dans un peu d'eau une quinzaine de minutes et les assaisonner.